# Hexadecanthiol
1-Hexadecanthiol ist eine chemische Verbindung aus der Gruppe der Thiole.

## Gewinnung und Darstellung
1-Hexadecanthiol kann durch Reaktion von 1-Bromhexadecan mit Thioharnstoff gewonnen werden.

## Eigenschaften
1-Hexadecanthiol ist eine brennbare farblose Flüssigkeit mit unangenehmem Geruch, welche praktisch unlöslich in Wasser ist.

## Verwendung
1-Hexadecanthiol wird als Synthesechemikalie verwendet. Es wird weiterhin zur Herstellung von Nanopartikeln und hydrophoben selbstorganisierenden Monoschichten verwendet. Die hohe Affinität der Thiolgruppe zu Elementen der Kupfergruppe führt dazu, dass sich die Thiole spontan in einer hochgeordneten Schicht ablagern wenn ein entsprechendes Metall einer 1-Hexadecanthiol-Lösung exponiert wird.